# Doboszanka

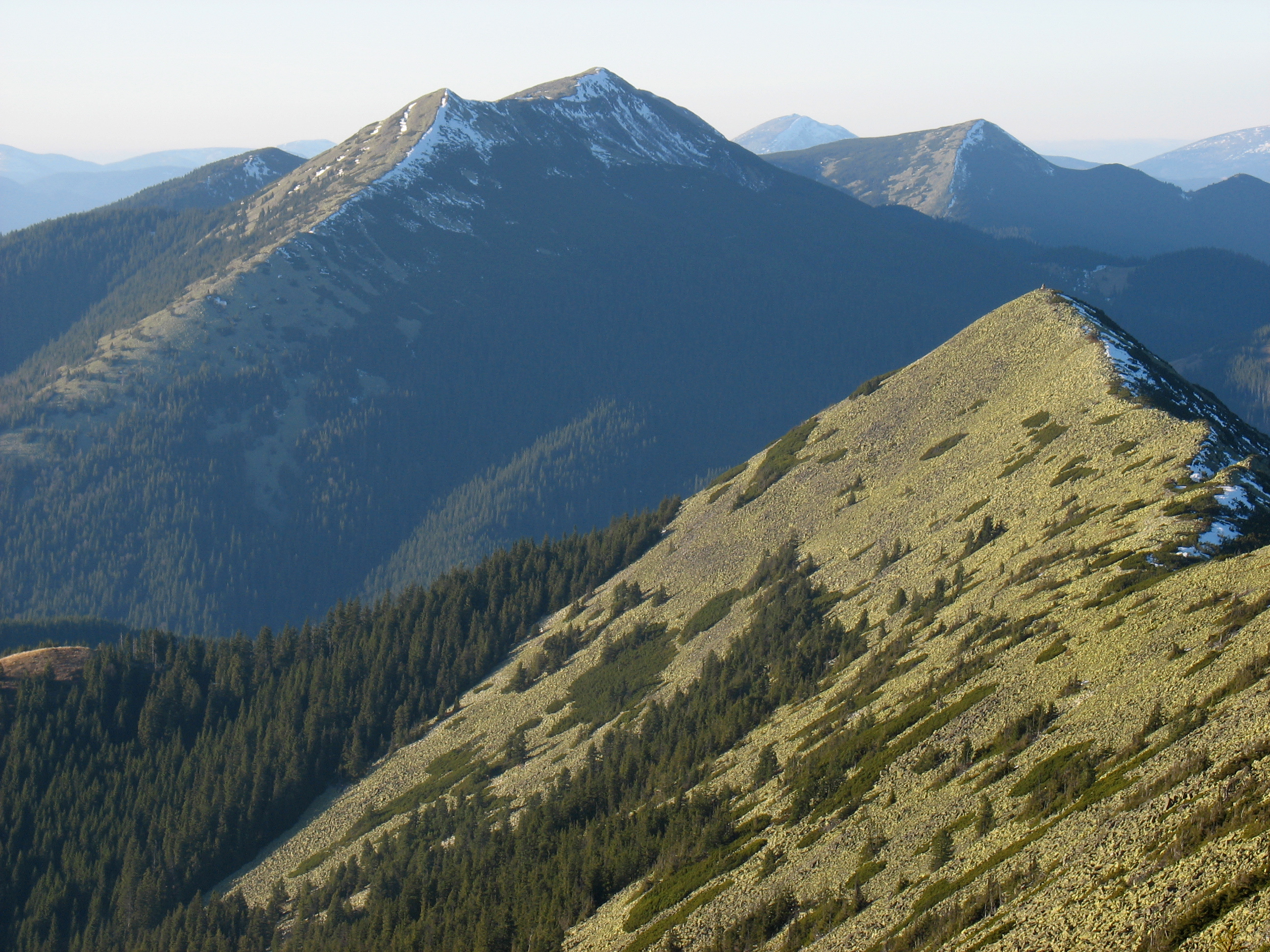

Doboszanka – szczyt w Gorganach o wysokości 1754 m n.p.m.
Stanowi centralne, najwyższe wzniesienie długiego na ok. 3,5 km, biegnącego z północnego zachodu na południowy wschód grzbietu również nazywanego Doboszanką (ukr. Довбушанка). Po stronie północno-zachodniej od szczytu Doboszanki w grzbiecie tym wyróżnia się szczyt Medweżyk (ukr. Медвежик; 1736 m n.p.m.), zaś po stronie południowo-wschodniej szczyt Doboszaniec (ukr. Довбушанець; 1701 m n.p.m.). Grzbiet ten jest wąski, ma strome stoki, pokryte w górnych partiach kamiennym rumowiskiem (grehotem) przetykanym wielkimi płatami kosodrzewiny, w niższych porośnięte lasem.
W 1898 r. na północnych zboczach Doboszanki miało miejsce wielkie osuwisko: część stoku osunęła się w dolinę, niszcząc po drodze kosodrzewinę i las i zostawiając szeroki pas gołoborza.
Nazwa ma pochodzić od nazwiska słynnego zbójnika Aleksego Dobosza, z którym wiąże się szereg lokalnych legend.
W okresie międzywojennym, poniżej szczytu istniało schronisko turystyczne PTT.
Cały grzbiet Doboszanki znajduje się w granicach rezerwatu przyrody Gorgany. Na szczyt ani w ogóle na grzbiet Doboszanki nie prowadzą żadne szlaki turystyczne.